# ألفريدو جيل
ألفريدو جيل (بالإسبانية: Alfredo Gil)‏ هو مغني مكسيكي، ولد في 15 أغسطس 1915 في ولاية بويبلا في المكسيك، وتوفي في 10 أكتوبر 1999 في مدينة مكسيكو في المكسيك.

## روابط خارجية
- ألفريدو جيل على موقع IMDb (الإنجليزية)
- ألفريدو جيل على موقع ميوزك برينز (الإنجليزية)